# Morges (gmina)
Morges (hist. Morsee) – miasto i gmina (commune) w zachodniej Szwajcarii, w kantonie Vaud, siedziba administracyjna okręgu (district) Morges. Położona na brzegu Jeziora Genewskiego.

## Historia
Morges jest jednym z czterech miast dawnego Pays de Vaud. Potwierdzony na pieczęciach zachowanych od 1530 r. herb miasta nawiązuje do herbu dynastii sabaudzkiej, którego członek, Ludwik I, baron Vaud z ramienia swego brata, hrabiego Sabaudii Amadeusza V, wybudował w Morges w latach 1286–1287 zamek. Dwa faliste pasy poprzeczne w polu herbowym symbolizują dwie rzeki, które ograniczały miasto od wschodu (Venoge) i od zachodu (Aubonne).
Tutejszy zamek, a następnie przylegające do niego miasteczko powstały jako uzupełnienie fotyfikacji w Moudon i La Tour-de-Peilz, w celu powstrzymania ekspansji biskupów. Zamek był siedzibą lokalnych władz, a od 1530 r. – baliwów berneńskich.
W latach 1691–1696 powstał tutejszy port. Zbudowany według planów barona Duquesne d’Aubonne, był do połowy XIX w. ruchliwym ośrodkiem wymiany handlowej między kantonami Vaud a Genewą.
W 1936 w miasteczku powołany został tzw. Front Morges – polityczne porozumienie działaczy polskich stronnictw centrowych, zawiązane z inicjatywy Ignacego Jana Paderewskiego i gen. Władysława Sikorskiego, skierowane przeciw sanacji.

## Demografia
Historyczna liczba mieszkańców gminy jest zaprezentowana na poniższym wykresie:

## Współpraca
Miejscowość partnerska:
- Rochefort, Belgia

## Muzea
- Wojskowe Muzeum Kantonu Vaud Musée militaire vaudois, w zamku
- Muzeum Artylerii Musée de l’artillerie, w zamku
- Szwajcarskie Muzeum Figurek Historycznych Musée suisse de la figurine historique, w zamku
- Muzeum Sztuki Użytkowej Alexis-Forel Musée Alexis-Forel, Grand’Rue 54
- Muzeum Ignacego Jana Paderewskiego Musée Paderewski, Place du Casino 1

## Transport
Przez teren miasta przebiegają autostrada A1 oraz drogi główne nr 1, nr 77 i nr 128.